# Football Club Tulsa
FC Tulsa, anteriormente conhecido como Tulsa Roughnecks FC, é um clube da cidade de Tulsa, Oklahoma 

## História

### Tulsa Roughnecks (1978–84)
O Tulsa Roughnecks original foi fundado em 1978 para disputar a  North American Soccer League, liga que tinha times como Seattle Sounders, Portland Timbers, Vancouver Whitecaps e Los Angeles Aztecs. Seu maior feito foi ter conquistado o Soccer Bowl em 1983, vencendo o Toronto Blizzard pro 2x0.  O Tulsa teve seu maior público quando enfrentou o Cosmos de Pelé, com um público de 76.031
Dentre os principais jogadores do time se destacaram Iraj Danaeifard, Charlie Mitchell, Billy Caskey, Victor Moreland, Barry Wallace, Alan Woodward, Zeljko Bilecki, Carmelo D'Anzi, Winston DuBose, Njego Pesa, Laurie Abrams, Chance Fry, Terry Moore e David McCreery.

### Tulsa Roughnecks (1993–2000)
O primeiro clube fênix do Tulsa surgiu em 1993 para disputar a United States Interregional Soccer League (USISL). Seu maior feito foi os vice-campeonatos de 1996/97 e 1997/98. Em 1999 o clube mudou de nome para Green Country Roughnecks, e em 2000 se extinguiu. Adibi resigned in 1995 and was replaced by Zeljko "Vince" Krsnik.

### Tulsa Roughnecks (2013–2020)
O segundo clube fênix do Tulsa é propriedade do Tulsa Drillers, que joga a Minor League Baseball. Em 24 de fevereiro de 2014, foi anunciado que o nome do clube seria Tulsa Roughnecks FC em homenagem aos antigos Tulsas. Em 2020, a equipe mudou de nome para FC Tulsa.

## Símbolos

### Escudo
| Evolução do Escudo do Tulsa Roughnecks | Evolução do Escudo do Tulsa Roughnecks | Evolução do Escudo do Tulsa Roughnecks | Evolução do Escudo do Tulsa Roughnecks | Evolução do Escudo do Tulsa Roughnecks | Evolução do Escudo do Tulsa Roughnecks | Evolução do Escudo do Tulsa Roughnecks | Evolução do Escudo do Tulsa Roughnecks | Evolução do Escudo do Tulsa Roughnecks |
| 1978 – 1984                            | 1993 – 2000                            | 2013 – 2020                            | 2020 – Atual                           |                                        |                                        |                                        |                                        |                                        |
| -------------------------------------- | -------------------------------------- | -------------------------------------- | -------------------------------------- | -------------------------------------- | -------------------------------------- | -------------------------------------- | -------------------------------------- | -------------------------------------- |

## Rivalidades

### Black Gold Derby
Seu maior rival é o Oklahoma City Energy FC, com que faz o Black Gold Derby. 